# عودة استثنائية إلى الوطن

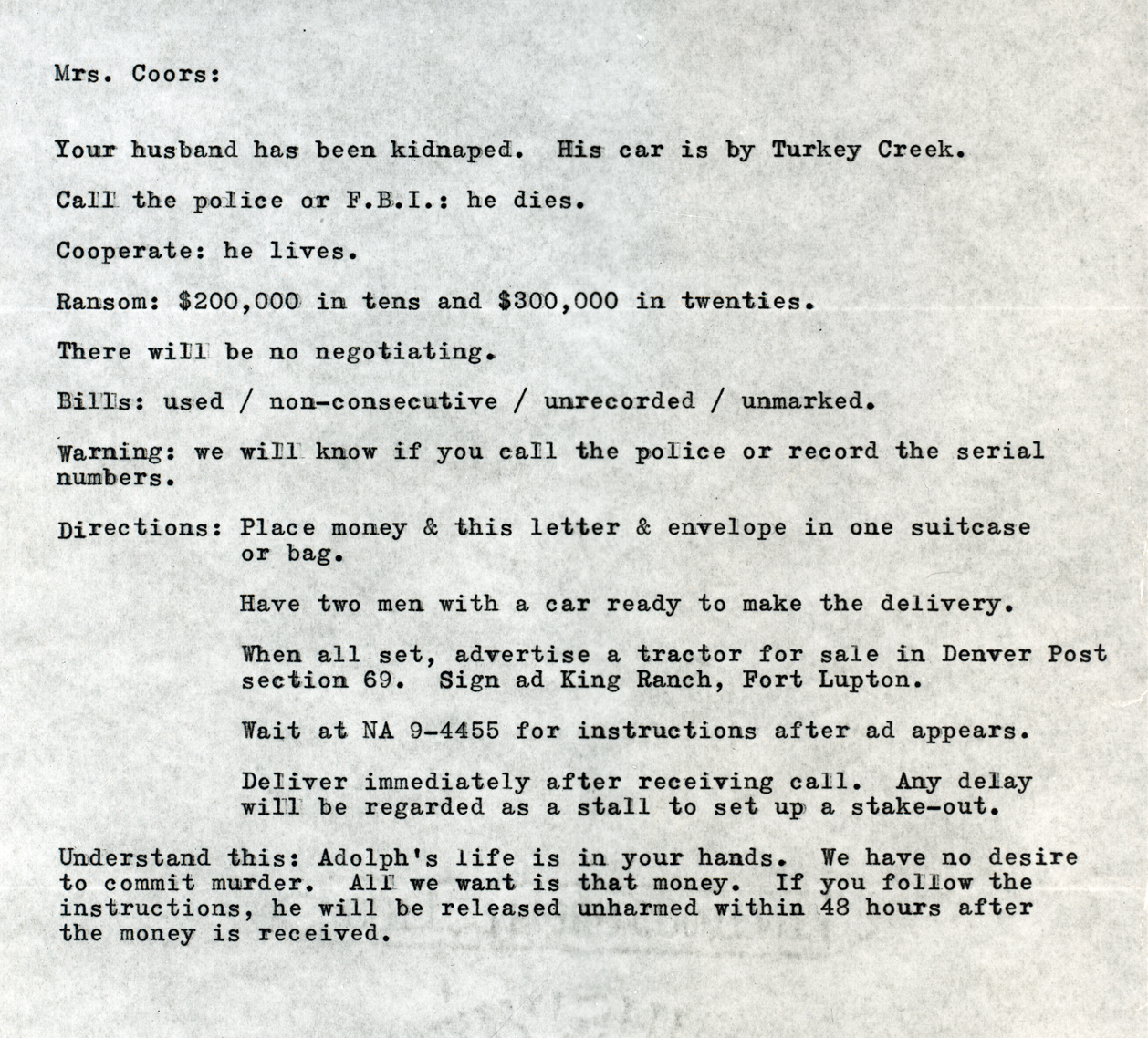

العودة الاستثنائية إلى الوطن عبارة عن عودة الأشخاص إلى دولتهم بدون المرور على حكومة تلك الدولة.